# 巴剌·扯儿必
巴剌·扯儿必（蒙古语轉寫：Bala Čerbi），札剌亦兒氏，是13世纪初蒙古帝国成吉思汗的千户长之一。为了区分与他同名的千户长斡罗纳儿氏的巴剌·斡罗纳儿台，他在《元朝秘史》中被称为“扯儿必”（侍从），《圣武亲征录》作八剌那顔（波斯語：بلا نویان，羅馬化：Balā Nūyān，見《史集》）。
当铁木真与札木合决裂时，巴剌·扯儿必和他的父亲薛扯朵抹黑、他的哥哥阿兒孩合撒兒离开了札木合，投奔铁木真。此时加入铁木真营地并后来闻名的人包括忽必来、速不台、孛禿等。
巴剌·扯儿必在统一成吉思汗统一蒙古高原时取得的功绩不详，当成吉思汗铁木真在1206年建立大蒙古国时，巴剌·扯儿必被任命为右翼千户长，在功臣表排第49位。同时，他的哥哥阿兒孩合撒兒此时被任命为怯薛（护卫军）的负责人，因此没有被任命为千户长。在成吉思汗死后，他被任命为右翼的千户长，就像巴剌·扯儿必一样。 
1219年，成吉思汗开始远征中亚，征服了花剌子模王朝。巴剌·扯儿必参加了这次远征。蒙古人迅速占领了花剌子模的主要城市，征服了中亚，国王阿拉乌丁·摩诃末和王子札蘭丁向南逃往伊朗和阿富汗。札蘭丁与蒙古人作战，在八鲁湾之战击败失吉忽禿忽率领的蒙古军。蒙古军追击札蘭丁至申河（印度河）。
在申河之战，蒙古人击败了由札蘭丁率领的军队，札蘭丁逃过了印度河，成吉思汗派遣了巴剌·扯儿必和朵兒伯多黑申去追赶他。巴剌·扯儿必和朵兒伯多黑申越过印度河，但没有追上札蘭丁，最终掠夺了印度边境地区后返回。
成吉思汗将巴剌·扯儿必的千户分封给他的儿子拖雷，巴剌·扯儿必去世时间不详，在忽必烈时期，巴剌·扯儿必的儿子马都继承了父亲的地位。

## 传记资料
- 《蒙兀兒史記》卷第四十 列传第二十二
- 《新元史》卷128 列传第二十五